# Call of Cthulhu: Destiny’s End
Call of Cthulhu: Destiny’s End (с англ. — «Зов Ктулху: Конец судьбы»; также известна как Call of Cthulhu: Beyond the Mountains of Madness) — компьютерная игра в жанре survival horror, разработка которой была отменена. Игру разрабатывала британская компания Headfirst Productions, и она должна была стать сиквелом к игре 2005 года Call of Cthulhu: Dark Corners of the Earth.

## Разработка
Разработка Destiny’s End (в то время она носила рабочее название Call of Cthulhu: Beyond the Mountains of Madness (с англ. — «Зов Ктулху: За хребтами безумия»)) началась в 2002 году для платформ Xbox и Microsoft Windows, когда команда разработчиков узнала, что Гильермо дель Торо собирается работать над фильмом, основанном на рассказе Говарда Лавкрафта «Хребты Безумия». Destiny’s End уже планировалась как продолжение Call of Cthulhu: Dark Corners of the Earth, хоть и эта постоянно откладываемая игра вышла только через три года.
В 2005 году на ежегодной игровой выставке Electronic Entertainment Expo был показан трейлер игры, в котором разработчики продемонстрировали геймплей. Он отличался от первой игры серии, Call of Cthulhu: Beyond the Mountains of Madness, главным образом тем, что вид от первого лица был заменён на вид от третьего.

## Официальное описание
Уничтоженный правительством в 1928 году загадочный город Иннсмут был оставлен гнить в руинах более 80 лет. Двое главных персонажей, Эмили и Джейкоб, возвращаются в него, чтобы найти правду, раскрывая ужасы прошлого города. Destiny’s End скажет новое слово в жанре survival horror, отличаясь инновационым кооперативным геймплеем, в котором двое игроков могут принимать роль одного из главных протагонистов в любое время игры и работать сообща, преодолевая их самые глубокие страхи. Игрокам придётся использовать обоих персонажей, чтобы победить врагов, всё благодаря фантастическим кооперативным комбо-ударам. Имея в наличии смесь ураганного экшена, сражений и исследований, игроки смогут окунуться в мир злобы и ужаса с «Call of Cthulhu: Destiny’s End».
Оригинальный текст (англ.)Destroyed by a government raid in 1928, the mysterious town of Innsmouth was left to fester in ruins for nearly 80 years. The two central characters, Emily and Jacob, return to search for the truth as they unveil the horrors of the town's past. Destiny's End will break new ground in the field of survival horror by featuring innovative co-operative gameplay whereby two players can each assume the role of one of the main protagonists at any time in the game and work together to overcome their deepest fears. Players will have to use both characters to defeat their enemies thanks to fantastic co-operative fighting combos. Featuring a blend of fierce action, combat and exploration, gamers will journey into a world of malevolence and horror with "Call of Cthulhu: Destiny's End.

## Отмена игры
Destiny’s End должна была выйти в марте 2005 года, но издатель, Hip Interactive, столкнулся с финансовыми проблемами и объявил о банкротстве в декабре 2005 года. Headfirst Productions была закрыта, а разработка игры прекращена.